# ¡Bravísimo!
El aguafuerte ¡Bravísimo! es un grabado de la serie Los Caprichos del pintor español Francisco de Goya. Está numerado con el número 38 en la serie de 80 estampas. Se publicó en 1799.

## Interpretaciones de la estampa
Existen varios manuscritos contemporáneos que explican las láminas de los Caprichos. El que se encuentra en el Museo del Prado se tiene como autógrafo de Goya, pero parece más bien despistar y buscar un significado moralizante que encubra significados más arriesgados para el autor. Otros dos, el que perteneció a Ayala y el que se encuentra en la Biblioteca Nacional, realzan la parte más escabrosa de las láminas.
- Explicación de esta estampa del manuscrito del Museo del Prado: Si para entenderlo bastan las orejas, nadie habrá más inteligente. Pero es de temer que aplauda lo que no suena.[2]

- Manuscrito de Ayala: Si para entenderlo bastan las orejas, ninguna más a propósito.[2]

- Manuscrito de la Biblioteca Nacional: Hasta los burros aplauden por moda la música mala, cuando ven otros que dicen brabísimo.[2]

## Las estampas de Asnerías
- Capricho n.º 37: ¿Si sabrá más el discípulo?
- Capricho n.º 38: ¡Bravísimo!
- Capricho n.º 39: Hasta su abuelo
- Capricho n.º 40: ¿De qué mal morirá?
- Capricho n.º 41: Ni más ni menos
- Capricho n.º 42: Tú que no puedes